# Grêmio Esportivo Olímpico
El Grêmio Esportivo Olímpico fue un equipo de fútbol de Brasil que jugó en el Campeonato Brasileño de Serie A, la primera división de fútbol en el país.

## Historia
Fue fundado el 14 de agosto de 1919 en el municipio de Blumenau del estado de Santa Catarina por un grupo de inmigrantes alemanes con el nombre Football Club Blumenauense, aunque fue en 1949 que cambiaron su nombre por el de Grêmio Esportivo Olímpico en homenaje a la Sociedad de Gimnasia Olímpica.
Ese año gana el Campeonato Catarinense por primera vez venciendo en la final al Avaí Futebol Clube con marcador de 10-2. En 1964 consigue ser campeón estatal por segunda ocasión venciendo en la final al Esporte Clube Internacional de Lages, y con ello logra la clasificación al Campeonato Brasileño de Serie A de 1965, su primera aparición en un torneo a escala nacional.
Su primera aparición a escala nacional fue algo corta en la conocida en ese entonces como Taça Brasil, ya que fue eliminado en las semifinales de la zona sur 1-5 por el Gremio de Porto Alegre del estado de Río Grande del Sur, finalizando en el lugar 12 entre 22 equipos.
El club de fútbol desaparece en 1970, aunque la institución continúa activa en otros deportes como natación, voleibol y tenis.

## Palmarés
- Campeonato Catarinense: 2

1949, 1964

## Rivalidades
El principal rival del club fue el Blumenau Esporte Clube, de la misma ciudad, y fue una rivalidad que tuvo mayor fuerza en la década de los años 1940 cuando Blumenau era conocido como Palmeiras.